# Престъпник (филм, 2008)
Вижте пояснителната страница за други значения на Престъпник.
Престъпник (на английски: Felon) е американски игрален филм (драма) от 2008 г. на режисьора Рик Роман Во, с участието на Вал Килмър, Стивън Дорф, Сам Шепърд, Харолд Перино и други.

## Сюжет
Уейн Портър (Стивън Дорф) е осъден на 3 години затвор след убийството на крадец, незаконно проникнал в дома му. Изпратен е в щатски затвор, в среда на безпощадни убийци и безмилостни надзиратели. Въпреки ужасните условия и многото трудности, той не се предава до последния момент.